# Friedhof Jammertal

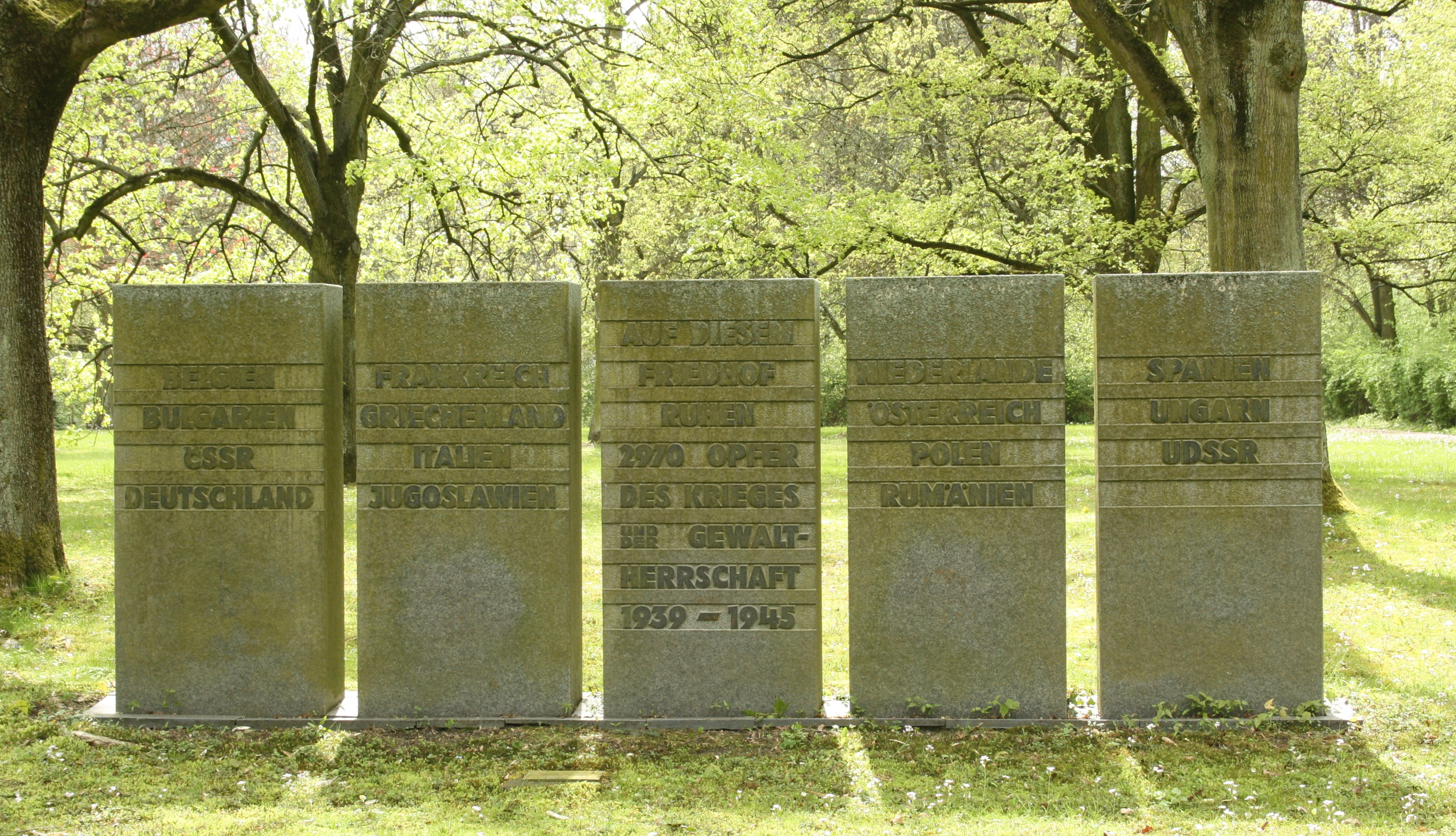
Gedenksteine Friedhof Jammertal

Die Gedenkstätte Friedhof Jammertal ist ein Friedhof für fast 3000 Menschen, die während der nationalsozialistischen Herrschaft durch Zwangsarbeit sowie menschenunwürdige Unterbringung und Behandlung in Salzgitter zu Tode gekommen sind.

## Geschichte
1940 wurde das von den Reichswerken Hermann Göring zur Verfügung gestellte „Arbeitserziehungslager Hallendorf/Lager 21“ von der Gestapo in Betrieb genommen. Hier wurden missliebiges Verhalten wie das Abhören feindlicher Rundfunksender, unentschuldigtes Fehlen bei der Arbeit oder Kritik am Nationalsozialismus ohne Gerichtsverfahren mit Haft von drei bis acht Wochen bestraft. 
Die Zahl der hier durch Arbeit, Folter und Hinrichtungen getöteten Menschen beläuft sich auf circa 1000. 857 der Getöteten wurden in der Nähe des Lagers auf dem Friedhof Westernholz beerdigt. Als die Kapazität dieses Friedhofs zu Ende ging, wurde im Juli 1943 in Engelnstedt, einem Stadtteil von Salzgitter, der neue Friedhof Jammertal eingerichtet.
Die Ermordeten des KZ-Außenlagers Salzgitter-Drütte, des KZ Salzgitter-Watenstedt und des KZ Salzgitter-Bad wurden ebenfalls hier beerdigt. So wuchs die Zahl der Gräber bis zum Kriegsende auf 2437.
Nach 1950 wurden die zunächst einzeln auf verschiedenen Gemeindefriedhöfen Bestatteten auf den Friedhof Jammertal umgebettet, so dass deren Zahl nun auf insgesamt 2970 wuchs.

## Gedenkstätte
1946 errichteten die Alliierten im Zentrum des Friedhofs ein Mahnmal. Diesem folgten in den folgenden Jahren ein französisches, ein sowjetisches, ein jüdisches und ein polnisches Ehrenmal. In den 1970er Jahren erfolgte die bis heute bestehende Umgestaltung, wobei fünf Gedenksteine mit der Auflistung der Herkunftsländer der Toten im Eingangsbereich aufgestellt wurden. Individuelle Grabgestaltung wurde beseitigt und durch einheitliche Grabtafeln ersetzt.